# Copenaghen Open 2001 - Qualificazioni doppio
Le qualificazioni del doppio  del Copenaghen Open 2001 sono state un torneo di tennis preliminare per accedere alla fase finale della manifestazione. I vincitori dell'ultimo turno sono entrati di diritto nel tabellone principale. In caso di ritiro di uno o più giocatori aventi diritto a questi sono subentrati i lucky loser, ossia i giocatori che hanno perso nell'ultimo turno ma che avevano una classifica più alta rispetto agli altri partecipanti che avevano comunque perso nel turno finale.
Le qualificazioni del doppio del torneo Copenaghen Open 2001 prevedevano 4 coppie partecipanti di cui una è entrata nel tabellone principale.

## Teste di serie
1. Noam Behr /  Michael Russell (Qualificati)

1. Robert Lindstedt /  Fredrik Loven (ultimo turno)

## Tabellone

### Legenda
| - Q = Qualificato - WC = Wild card - LL = Lucky loser | - ALT = Alternate - SE = Special Exempt - PR = Protected Ranking | - w/o = Walkover - r = Ritirato - d = Squalificato |

|  | Primo turno | Primo turno                         | Primo turno                         | Primo turno | Primo turno |  |  | Ultimo turno | Ultimo turno                   | Ultimo turno | Ultimo turno | Ultimo turno |  |
|  |             |                                     |                                     |             |             |  |  |              |                                |              |              |              |  |
|  | 1           | Noam Behr Michael Russell           | Noam Behr Michael Russell           | 6           | 6           |  |  |              |                                |              |              |              |  |
|  |             | Thomas G. Andersen Patrik Langvardt | Thomas G. Andersen Patrik Langvardt | 2           | 1           |  |  | 1            | Noam Behr Michael Russell      | 2            | 6            | 7            |  |
|  | 2           | Robert Lindstedt Fredrik Loven      | Robert Lindstedt Fredrik Loven      | 6           | 6           |  |  | 2            | Robert Lindstedt Fredrik Loven | 6            | 1            | 610          |  |
|  |             | Mads Gottlieb Jonathan Printzlau    | Mads Gottlieb Jonathan Printzlau    | 2           | 3           |  |  |              |                                |              |              |              |  |